# サラワケット越え

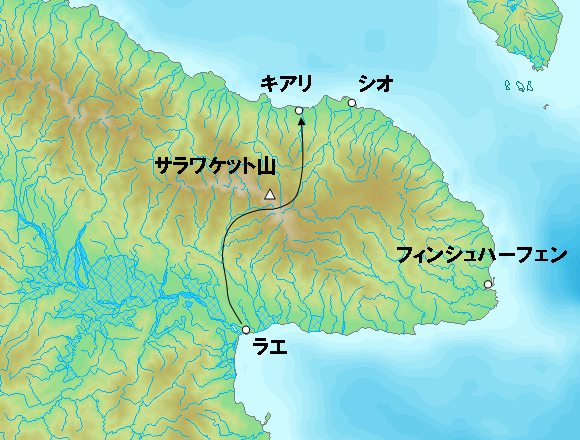
サラワケット越えの経路

サラワケット越え（Salawaket ‐ ごえ）は、太平洋戦争（大東亜戦争）のニューギニア戦役における、日本軍第51師団のラエからの転進作戦である。
1943年9月、ラエで包囲された第51師団は、標高4100メートルのサラワケット山系を越えて転進した。転進には成功したものの、約1か月をかけた山越えは数多くの犠牲者を伴った。

## 背景
1943年9月、東部ニューギニアのラエ周辺で戦ってきた日本軍第18軍第51師団（「基」兵団）は、ラエ・サラモアの戦いに敗れ、制海権・制空権も完全に奪われてオーストラリア軍第3、第7、第9師団に包囲される形となった。第51師団長中野英光中将は一時は玉砕を決心したが、第18軍の安達二十三軍司令官は玉砕を許さず、第51師団に対して転進を命じた。
転進経路としては、マーカム川を遡りマダンに至るルートと、フォン半島の脊梁山脈であるサラワケット山系を越えて半島北岸のキアリに至るルートとが考えられた。前者は、制空権を奪われている状況では、マーカム川沿いに降下したオーストラリア軍に側面を衝かれ全滅させられる危険がある。後者は、オーストラリア軍の追撃をかわすことができるが、標高4,100メートルのサラワケット山系を越える道である。直線距離にすればラエからキアリまで120キロであるが、ジャングルや湿地帯や断崖峡谷を越えて、道なき道を進むとすれば、距離は2倍から3倍にもなると予想せねばならない。
日本軍の中には過去に一度サラワケット山系を越えた小隊がいた。1943年3月半ば、ラバウルからラエへの増援を企図した第八十一号作戦が失敗（ビスマルク海海戦）したため、日本軍はフォン半島北岸からサラワケット山系を越えてラエへの補給が可能かどうか調査を行うこととし、ニューブリテン島ツルブで飛行場建設中だった独立工兵第30連隊の連隊長村井荘次郎中佐は、北本正路少尉を隊長とする50名の特別工作隊を派遣した。北本少尉は慶應義塾大学競走部出身。昭和７年（1932年）に開催されたロサンゼルスオリンピックの陸上競技10000ｍに日本代表として出場、また、同年の箱根駅伝では慶應義塾大学を優勝に導いた選手であった。
北本工作隊50人は3月13日にツルブを出発、キアリまで航行し、ここで酋長ラボに出会いその協力を得た。キアリで出合った原住民から「100人はムリだけど50人ならなんとかなる」と運搬夫の応援を得て、サラワケット越えの山岳地帯に入った 。また、オランダ兵にまもなく身柄確保されることを覚悟した現地ドイツ人宣教師ウイッシュマンからキアリ～ラエ間の山岳地図そしてロープなど登山用具一式を譲渡された。この幸運がなければ工作隊に踏破は不可能だったと回想された。現地住民ポーター50人は部落間ごとに交替して担当するため、各部落の酋長10人あまりに集合してもらい協力を依頼した。進むにつれて地形は想像を絶するものとなった。切り立ったような断崖や岩場を、北出一等兵（北本工作隊の項参照）の一人活躍による簡易の応急架橋と、ロープを伝って通り抜けた。山頂手前の前夜は赤道直下にもかかわらず氷点下の気温となり、全員固まって夜を明かし腰巻を身につけているだけの原住民は寒さに震えた。頂上では旗をたてて万歳三唱、ラバウル司令部に登頂成功を打電した。現地住民ポーターたちもシンシン踊りで歓喜した。ラエに無事到着したのは4月3日、出発してから22日目であった。北本少尉は、サラワケット越えは補給路としては使えないが兵隊が越えられない道ではないと報告し、またその健脚ぶりによって山中の原住民からも尊敬を受け、友好関係も結んだ。
中野師団長はサラワケット越えの経路を選択した。同行する部隊は、第51師団（歩兵第66、第102、第115連隊、工兵第51連隊、野砲兵第14連隊、輜重兵第51連隊基幹、師団指揮下にあった歩兵第21連隊第3大隊）、第41師団歩兵第238連隊の一部、南海支隊の生き残り（独立工兵第15連隊）、独立工兵第30連隊、海軍の第7根拠地隊、佐世保第5特別陸戦隊などであった。人数は第51師団が3900名、他部隊2100名、海軍2500名、総勢8500名であった。

## 経過
日本軍は1日の行程を16キロと予想し、サラワケット山系を越えてキアリまで16日間と見込んだ。各人が持てる食糧は10日分が精一杯だったが、これを食い延ばせばなんとかなるという計算だった。9月12日、右進路工作隊（工兵第51連隊）と右縦隊第1梯団（海軍第7根拠地隊）がラエを出発、15日に第2梯団（歩兵第66連隊、他）、第3梯団（歩兵第102連隊）、収容隊（歩兵第115連隊、独立工兵第15連隊）、左進路工作隊（独立工兵第30連隊）、左縦隊（歩兵第238連隊、他）が出発した。
15日、ヤル付近で第1梯団の前衛がオーストラリア軍と遭遇した。転進計画は早くも変更され、オーストラリア軍の監視を避けるために密林を伐採しながら進むことになった。17日、川幅200メートルのブス川の急流にぶつかり、工兵隊が一昼夜かけて苦心して架けた丸太橋を渡った。標高500メートルのケメンから次第に急な登りとなり、岩角や木の枝を踏み、草の根を掴んでよじ登った。落伍者が相次ぎ、後からくる者は落伍者の無残な死体に出会った。
野砲兵第14連隊長渡邊左之大佐は、山越えに際して最小限山砲一門だけは搬送する決心をしていた。砲兵連隊の将兵は代わる代わる数人で協力しながら90キロを超える山砲の砲身を担いだ。だが自己の食糧すら十分に持っていけない将兵にとってこれは容易なことではなかった。中野師団長は将兵の苦痛を黙視することはできず、遂に師団命令で山砲の放棄が命ぜられた。
登り最後の小集落アベン（標高3000メートル）から先は大断崖が連なり、手が届きそうな対岸に渡るのに丸一日かかった。腕の力が抜けたり足を滑らせて谷底へ転落する者もいた。助けることはできない。みな自分の体を支えるのに精一杯なのである。ラエ出発から既に2週間がたっていた。ほとんどの者は食糧が尽きかけており、途中の集落の畑から芋を盗み、あるいは木の芽や草の根を食べてしのいだ。栄養失調者やマラリア患者が山頂を超えられずバタバタと倒れた。
山頂は一面、熱帯高地特有の湿地帯で、足下の泥濘の中に鬼羊歯や丈の低い雑木、緑色の苔が生えていておびただしい湿気と霧であった。名も知れない高山植物が華やかに咲き乱れていた。だが、その傍らには疲れ切り息絶えた死者の姿が延々と連なっていた。山頂ではみぞれ混じりの冷風が吹きつけ、夜に入ると気温は摂氏0℃近くに冷え込んだ。火を焚こうにも焚きつけがなく、遂に小銃の銃床を一丁壊して焚きつけとした。寒気をしのげなかった者は5名、10名と一団となって凍死した。
下りも安全ではなかった。高さ500メートルもある階段状の断崖では転落者が続出した。食糧も尽き、餓死者が多く出た。キアリから救援部隊を編成し、食糧と医薬品を担いで登ってきた。兵は何日か振りの飯と粉味噌と塩をもらい、ようやく生き返った。ラエ出発から3週間の10月5日にキアリに到着した北本工作隊は救援隊とともに引き返し、現地人ポーターとともにキアリからサラワケット頂上近くまで捜索し、落伍していた将兵の生存者を収容しポーターが担いで山から降ろした。最後の兵が現地住民に背負われてキアリに到着、野戦病院に収容されたのは11月15日になった。

## その後
転進した部隊の中で、先行していた最初の2名がキアリに到着したのは9月23日であった。9月中に海軍の先行部隊65名も到着した。その後10月末までにキアリに到着した人数は陸軍5565名、海軍1762名と報告されている。うち987名は直ちに入院あるいは後送が必要とされた。
落伍者の人数は、参加者の回想によればアベンまでで800名、山頂付近で800名、下りで700名とされている。しかしラエを出発した人数と到着人数との差し引きは1106名となる。出発人数に検討の余地が存在するので、落伍者の人数は確定はできないであろう。
第51師団将兵の苦難はこれで終わりではなかった。ようやく到着したキアリもまた連合軍に包囲され、フィニステル山脈を縦走してマダンへ脱出することになる。
さらに、連合軍のニューギニア西部への上陸を受けて、第18軍は今度はセピック川河口の大湿地帯を横断して、決死のアイタペの戦いを挑んだ。第51師団の編成時の人員数は15,996名、終戦時の生存者は2754名であった。

## 歌「サラワケット越え」
次の歌は第51師団のある下士官の作と伝えられている。

「サラワケット越え」

一、

任務（つとめ）はすでに果たせども

再び降る大命に

サラワケットを越えゆけば

ラエ、サラモアは雲低し

二、

底なき谷を這いすべり

道なき峰をよじ登り

今日も続くぞ明日もまた

峰の頂程遠し

三、

傷める戦友（とも）の手をとりて

頼む命のつたかずら

しばしたじろぐ岩角に

名もなき花の乱れ咲く

四、

すでに乏しきわが糧（かて）に

木の芽草の根補いつ

友にすすむる一夜さは

サラワケットの月寒し

五、

遥けき御空（みそら）宮城を

伏し拝みつつ勇士等が

誓えることの真心に

応うるがごと山崩る

## 「頂上は零下20度にもなった」
『帝国陸軍の最後』その他に広く流布される「頂上は零下20度にもなった…」
頂上は足下が凍結しておらず泥に足が埋まってぬかるみ摂氏3℃くらい、夜明けに零下1℃で薄氷が張った程度だったという当時の従軍兵士の回想が伝えられている。海抜0mで夜間気温30℃なら海抜4500mでは約3℃、25℃なら零下約−2℃を中心とした気温変動。理科学地学生物学上は零下−20℃～−30℃ならば地表は緑のコケさえ困難な凍土や瓦礫のガレ場地帯になる。
ただし、実際の登山行動では多雨な地域で有る上に稜線であるために常に強風が吹き、更には熱帯用の防暑服の装備では体感温度としての気温は簡単に零下10-20度になる。登攀速度によって日没以降に高地停滞を余儀なくされた将兵は次々と凍死したという帰還兵の報告については疑問の余地は無い。